# Guéoul
Guéoul – miasto w Senegalu, w regionie Louga.